# Empoasca rojasi
Empoasca rojasi är en insektsart som beskrevs av Rowland Southern 1982. Empoasca rojasi ingår i släktet Empoasca och familjen dvärgstritar. Inga underarter finns listade i Catalogue of Life.